# Joe Smith (musicien)
Pour les articles homonymes, voir Smith et Joe Smith.
Joseph « Joe » Smith (parfois surnommé Joe « Fox » Smith) est un trompettiste de jazz américain né le 28 juin 1902 à Ripley dans l'Ohio et mort le 2 décembre 1937 à New York.

## Biographie
Joe Smith naît à Ripley, dans l'Ohio, au sein d'une famille de musiciens. Son père, Luke Smith, est chef d'orchestre, et six de ses frères joueront également de la trompette ou du trombone. Son frère aîné, Russell Smith, sera d'ailleurs lui aussi trompettiste professionnel. Surnommé « Toots » durant son enfance, Smith commence par apprendre la batterie. Puis il rencontre la chanteuse de blues Ethel Waters, laquelle le convainc qu'il serait meilleur comme joueur de trompette. À son arrivée à New York, en 1920, il possède déjà son style propre, où se mêlaient « le son vocalisé, l'esprit du blues et le swing, ce qui donnait lieu à des performances de jazz particulièrement convaincantes. »
En 1922 et 1923, il accompagne Ethel Waters, Mamy Smith et les Broadway Syncopators du bassiste Billy Page, puis, à partir de 1923, et ce, jusqu'à la fin de 1930, enregistre de nombreuses plages avec le big band de Fletcher Henderson. Ce dernier décrit ainsi Joe Smith : « La trompette la plus émouvante que j'ai jamais eue. » Il dirigera aussi, en 1924, un orchestre qui accompagne une revue de Noble Sissle et Eubie Blake. Durant les années 1920, il joue également avec les McKinney's Cotton Pickers (en), ainsi qu'en accompagnement de « l'Impératrice du blues », Bessie Smith. Sa santé déclinante le contraint à cesser de jouer et, le 2 décembre 1937, il meurt de complications de la tuberculose au sanatorium de Central Islip, à New York.
Le style de Joe Smith, s'il est proche de la manière des grands trompettistes du Sud, King Oliver ou Louis Armstrong, se caractérise par une douceur toute particulière, qui n'est pas sans rappeler le jeu de Bix Beiderbecke. Ainsi, selon Hugues Panassié, Joe Smith « jouait de la trompette dans un style très voisin de Tommy Ladnier, en moins puissant et plus doux. Son jeu avait un accent si émouvant que les Noirs pleuraient parfois en l'écoutant. » Ses enregistrements les plus célèbres sont : Cake Walkin' Babies (1925) et Baby Doll (1926), avec Bessie Smith ; The Stampede (1926) et I'm Coming Virginia (1927) avec Fletcher Henderson ; Gee, Ain't I Good To You ? (1929) avec les McKinney's Cotton Pickers.